# كيم جونغ كيو
كيم جونغ كيو (الكورية: 김종규) مواليد 3 يوليو 1991، هو لاعب كرة سلة كوري جنوبي يلعب في الدوري الكوري لكرة السلة ويحمل الرقم 15. يبلغ طوله 6 قدم 9 بوصة (2.1 م).

## الميداليات
| الميدالية | المسابقة                       |
| --------- | ------------------------------ |
| برونزية   | بطولة أمم آسيا لكرة السلة 2011 |
| برونزية   | بطولة أمم آسيا لكرة السلة 2013 |

## روابط خارجية
- كيم جونغ كيو على موقع الاتحاد الدولي لكرة السلة (الإنجليزية)
- كيم جونغ كيو على موقع كرة السلة الأوروبية.كوم (الإنجليزية)
- كيم جونغ كيو على موقع ريلجم (الإنجليزية)
- كيم جونغ كيو على موقع سبورتس رفرنس (الإنجليزية)